# دوازده امام

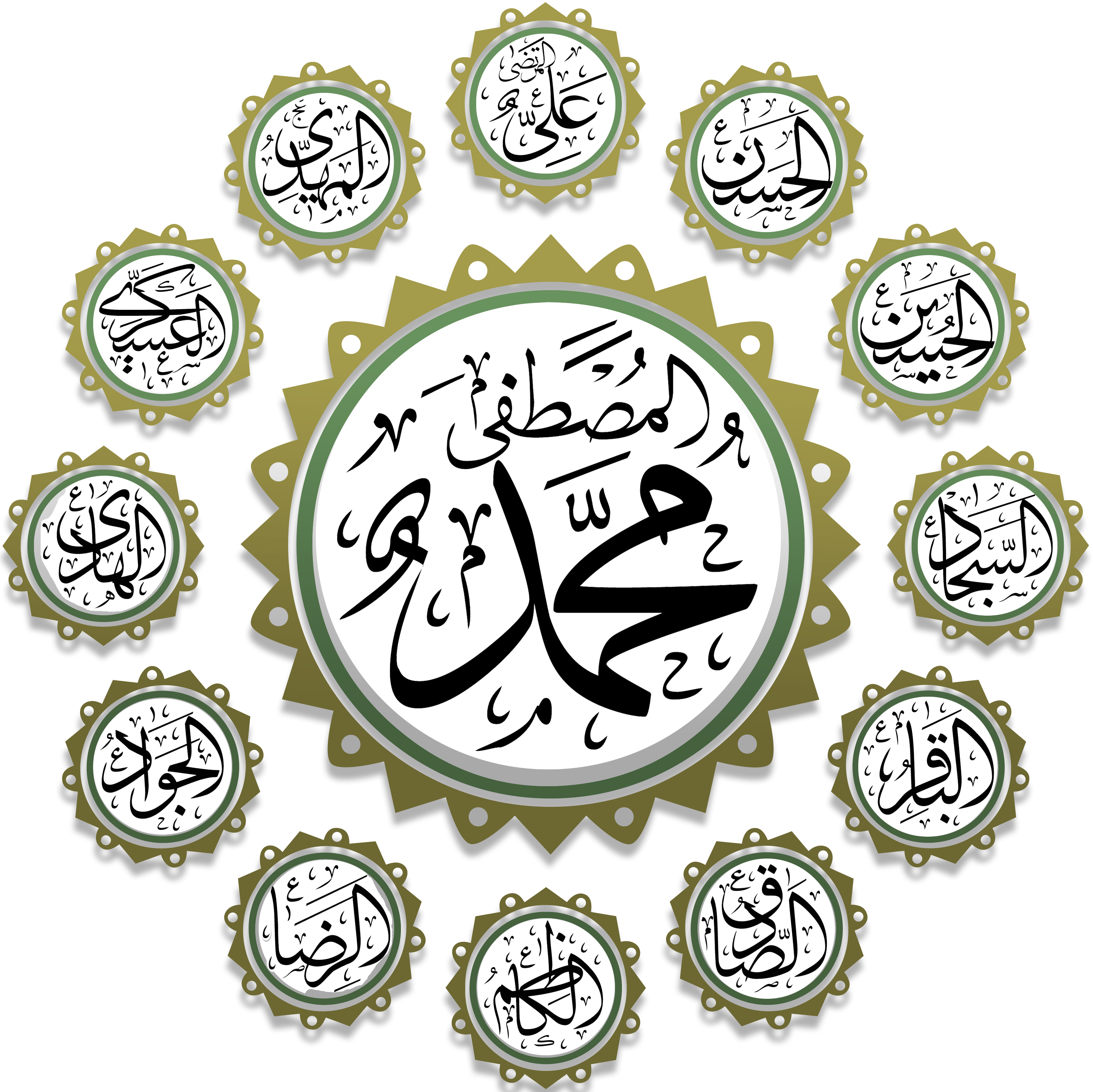
اسامی امامان دوازده‌گانهٔ شیعیان امامیه حول نام محمد

دوازده امام (به عربی: الأئمة الاثنا عشر) جانشینان معنوی و سیاسیِ محمد، پیامبر اسلام، در اسلام شیعهٔ دوازده امامی هستند. این باور شامل عَلَویان سوریه و ترکیه نیز می‌شود. بنابر اصول شیعه، جانشین محمد انسانِ معصومی است که نه فقط با عدالت بر جامعه حکومت می‌کند، بلکه قانون الهی را حفظ و معنای تأویلیِ آن را بیان می‌کند. گفتار و کردار پیامبر و ائمه راهنما و الگویی برای جامعه است تا از آن پیروی کنند؛ در نتیجه آنان باید از گناه و اشتباه به‌دور باشند (عصمت) و براساس دستور الهی، یا نصّ، از طریق پیامبر برگزیده شوند.

## در باور شیعیان
بنابر نظرِ شیعیان اَثنی‌ٰعَشَری، عقل یا خِرَدِ الهی، سرچشمهٔ روحِ پیامبران و امامان است و به آن‌ها دانشی باطنی به‌نام حکمت می‌دهد. اگر چه امام دریافت‌کنندهٔ وحی نیست، اما ارتباط نزدیکی با خدا دارد و بدین طریق خدا او را و امام هم به‌نوبهٔ خود مردم را راهنمایی می‌کند. نیز متون مقدسِ نزد امام او را در این کار کمک می‌کنند. امامت یا باور به راهنمایی الهی، باور بنیادین شاخه‌های اثنی‌عشری و اسماعیلیِ شیعه بوده، و مبتنی بر این مفهوم است که خداوند بشریت را بدون دسترسی به راهنمایی الهی رها نمی‌کند.
بنابر نظر شیعهٔ دوازده امامی، در هر عصری همواره امامی هست که متصدی همهٔ امورِ دین و شریعت در جامعهٔ مسلمان است. در نظر شیعیانِ دوازده امامی و صوفیان، علی اولین امام و جانشین محمد است و فرزندان وی از نسل فاطمهٔ زهرا، دختر پیامبر، امامان بعدی هستند. هر امام فرزندِ امام قبلی است، جز حسین بن علی که برادر حسن مجتبی است. آخرین امام حجت بن الحسن، کسی است که در نظر شیعیان هنوز زنده پنداشته می‌شود و به‌اعتقاد آنان در غیبت است و سرانجام روزی برای ایجاد عدل در جهان بازخواهد گشت. نیز بنابر باور شیعیان دوازده امامی و علوی، از پیش در حدیث دوازده خلیفه وجود امامان دوازده‌گانه پیش‌گویی شده‌است.
در هستی‌شناسیِ شیعیانِ علوی، خدا را «اَلْحَقّ (حقیقت)» نیز می‌نامند یا از او به‌عنوان «اَللّٰه» یاد می‌شود. خداوند زندگی (امکان) را آفریده و بخشی از خویش به‌نام روح را در آن قرار داده است؛ بنابراین جهانِ آفریده می‌تواند وجود او را منعکس کند. علویان به وحدتِ خداوند، محمد و علی اعتقاد دارند، اما این تثلیثی مُرَّکَب از خدا و شخصیت‌های تاریخیِ محمد و علی نیست؛ بلکه، محمد و علی نمایانگرِ نورِ خدا هستند، و نه خودِ خدا؛ نه از خدا مستقل هستند و نه ویژگی‌های جداگانه‌ای از او دارند.

## فهرست
| شماره | نام کاملکنیه                   | عنوان | تاریخ ولادت و درگذشت ه‍.قم                   | طول عمر                   | اهمیت | زادگاه              | علت و محل درگذشتو محل به خاک‌سپاری |
| ----- | ------------------------------ | --- | ------------------------------------------ | ------------------------- | --- | ------------------- | --- |
| ۱     | علی بن ابی‌طالب اَبُوالْحَسَن        | - امیرالمؤمنین (پیشوای مؤمنان) - ٱلْمُرْتَضَیٰ (دوست‌داشته‌شده) - ٱلْوَصِیّ (جانشین و یاری‌دهندهٔ پیامبر در انجام دستورهای خداوند) - ٱلْوَلِیّ (صاحب ولایت) | ۲۳ (پیش از هجرت) – ۴۰ (پس از هجرت) ۶۰۰–۶۶۱ | ۶۱                        | پسرعمو و داماد محمد. شیعیان او را جانشینِ راستینِ پیامبر، و اهل سنت او را خلیفهٔ چهارم می‌دانند. او تقریباً در همهٔ طریقت‌های تصوف جایگاه والایی دارد و اعضای این طریقت‌ها ارتباط‌شان با محمد را از طریق او به‌دست می‌آورند. | مکه، حجاز           | توسط ابن ملجم مرادی، از خوارج، در کوفه ترور شد. ابن ملجم وی را با شمشیری زهرآلود در هنگام نماز، مورد ضربت قرار داد. مدفون در حرم علی بن ابی‌طالب در نجف، عراق. |
| ۲     | حسن مجتبی ابومحمد              | اَلْمُجتَبیٰ (برگزیده) | ۳–۵۰ ۶۲۴–۶۷۰                               | ۴۷                        | او بزرگ‌ترین نوهٔ زندهٔ محمد، از طریق دخترش فاطمه زهرا بود. حسن در کوفه، به‌عنوان خلیفه جانشین پدرش شد و براساس پیمان صلح با معاویة بن ابی‌سفیان، پس از تنها هفت ماه خلافت، کنترل بر عراق را واگذار کرد.               | مدینه، حکومتِ محمد   | به‌باور شیعه توسط همسرش و به‌دستور معاویه مسموم شد. مدفون در بقیع، مدینه، عربستان سعودی.                                                                        |
| ۳     | حسین بن علی ابوعَبدِالله         | سَیِّدُالشُّهَداء (سَرورِ شهیدان) | ۴–۶۱ ۶۲۶–۶۸۰                               | ۵۷                        | او نوهٔ محمد و برادر حسن مجتبی بود. حسین اعتبار خلافتِ یزید را زیر سؤال برد. نتیجتاً او و خانواده‌اش در نبرد کربلا توسط لشکریانِ یزید کشته شدند. پس از این واقعه، سوگواری محرم مراسمی کلیدی در هویت شیعیان شد.         | مدینه، حکومتِ محمد   | کشته و سربریده‌شده در نبرد کربلا. مدفون در حرم حسین بن علی در کربلا، عراق.                                                                                     |
| ۴     | علی بن الحسین ابومحمد          | سَجّاد، زَیْن‌ُالْعابِدین (کسی که دائماً سجده می‌کند، زینتِ عبادت‌کنندگان)                                                                            | ۳۸–۹۵ ۶۵۸/۹ – ۷۱۲                          | ۵۷                        | تنها پسر بازمانده حسین بن علی و نویسندهٔ ادعیهٔ صَحیفهٔ سَجّادیه، که به‌عنوان «زبور آل محمد» مشهور است. | مدینه، خلافت راشدین | بنابر نظر بیشتر علمای شیعه، او به‌دستور وَلید بن عَبدُالْمَلِک در مدینه مسموم شد. مدفون در بقیع، مدینه، عربستان سعودی.                                               |
| ۵     | محمد بن علی ابوجعفر            | باقِرُالْعُلوم (شکافندهٔ دانش‌ها) | ۵۷–۱۱۴ ۶۷۷–۷۳۲                             | ۵۷                        | منابعِ سنی و شیعه هردو او را از اولین و برجسته‌ترین فقها توصیف می‌کنند، که در دوره‌اش شاگردان بسیاری تربیت شده‌اند. | مدینه، خلافت اموی   | بنابر قول برخی از علمای شیعه، او به‌وسیلهٔ ابراهیم بن ولید در مدینه به‌دستور هشام بن عبدالملک مسموم شد. مدفون در بقیع، مدینه، عربستان سعودی.                     |
| ۶     | جعفر بن محمد ابوعبدالله        | اَلصّادِق (راستگو) | ۸۳–۱۴۸ ۷۰۲–۷۶۵                             | ۶۵                        | فقه جعفری را تأسیس کرد و کلام شیعه را توسعه داد. او علمای بسیاری را در زمینه‌های گوناگون تربیت کرد. | مدینه، خلافت اموی   | بنابر قول منابع شیعه، او در مدینه به‌دستور ابوجعفر عبدالله منصور مسموم شد. مدفون در بقیع، مدینه، عربستان سعودی.                                                |
| ۷     | موسی بن جعفر ابوالحسن اوّل      | اَلْکاظِم (آرام) | ۱۲۸–۱۸۳ ۷۴۴–۷۹۹                            | ۵۵                        | رهبر جمعیت شیعی در دورهٔ انشعابِ اسماعیلیان و دیگر شاخه‌ها، پس از درگذشت جعفر صادق. او شبکه‌ای از وکلا را ایجاد کرد که خُمس را از جمعیت‌های شیعی در خاورمیانه و خراسان جمع‌آوری می‌کردند.                                 | مدینه، خلافت اموی   | وی در بغداد به‌دستور هارون‌الرشید زندانی و مسموم شد.مدفون در حرم کاظمین در بغداد، عراق.                                                                         |
| ۸     | علی بن موسی ابوالحسن ثانی      | اَلرِّضا (پسندیده) | ۱۴۸–۲۰۳ ۷۶۵–۸۱۷                            | ۵۵                        | ولیعهدِ مأمون شد، به‌خاطر مباحثاتش با علمای مسلمان و غیرمسلمان معروف است. | مدینه، خلافت عباسی  | بنابر منابع شیعی، او در طوس (مشهد امروزی) به‌دستور مأمون مسموم شد. مدفون در حرم علی بن موسیَ الرِّضا در مشهد، ایران.                                              |
| ۹     | محمد بن علی ابوجعفر            | اَلْجَواد، اَلتَّقی (سخاوتمند، پرهیزکار) | ۱۹۵–۲۲۰ ۸۱۰–۸۳۵                            | ۲۵                        | در مواجه با خلافت عباسیان به سخاوتمندی و پرهیزکاری مشهور بود. | مدینه، خلافت عباسی  | بنابر منابع شیعی، مسمومیت توسط همسر (دختر مأمون) در عراق، به‌دستور ابواسحاق محمد مُعْتَصَم. مدفون در حرم کاظمین در بغداد، عراق.                                    |
| ۱۰    | علی بن محمد ابوالحسن ثالث      | اَلْهادی، اَلنَّقی (راهنما، پیراسته) | ۲۱۲–۲۵۴ ۸۲۷–۸۶۸                            | ۴۲                        | شبکهٔ وکلا را در جامعهٔ شیعه تقویت کرد. او وکلا را با سفارش‌ها و آموزش‌هایی می‌فرستاد و درعوض، سهم امام از خمس و وجوهات شرعی را دریافت می‌کرد.                                                                          | مدینه، خلافت عباسی  | مسمومیت به‌دستور ابوعبدالله محمد مُعْتَزّ در سامرا. مدفون در حرم عسکریین در سامرا، عراق.                                                                           |
| ۱۱    | حسن عسکری الحسن بن علی ابومحمد | اَلْعَسکَری (ساکن پادگان نظامی) | ۲۳۲–۲۶۰ ۸۴۶–۸۷۴                            | ۲۸                        | پس از درگذشت پدرش، مُعتَمِد عباسی محدودیت‌هایی برای او در بیشتر دوران زندگی‌اش اعمال کرد. شیعیان به‌خاطر جمعیت و قدرت فزاینده‌شان به‌شدت سرکوب می‌شدند.                                                                    | مدینه، خلافت عباسی  | مسمومیت به‌دستور ابوعباس محمد معتمد در سامرا. مدفون در حرم عسکریین در سامرا، عراق.                                                                             |
| ۱۲    | حجت بن الحسن ابوالْقاسم         | اَلْمَهدی، اَلْحُجَّة، اَلْاِمامُ الْغائِب (نشانه، ملاک و معیار)                                                                                        | ۲۵۵–تاکنون ۸۶۸–تاکنون                      | ۱٬۱۵۵ سال، ۱۰ ماه و ۹ روز | مطابق اعتقادات شیعیان دوازده امامی، صوفیان و مسلمانان سنی، او یک شخصیت تاریخی واقعی است. | سامرا، خلافت عباسی  | بنابر اعتقادات شیعه (مهدویت) او از سال ۲۶۰ ه‍.ق زنده است و در غیبت به‌سرمی‌برد و این غیبت تا زمانی که خدا بخواهد ادامه دارد.                                      |

## سال‌شمار
سال میلادی
سال میلادی
توضیحات
- مقیاس نمودار در ردیف نخست با مقیاس ردیف دوم (مرتبط با حجت بن الحسن) یکسان نیست.